# Beuvry-la-Forêt

Beuvry-la-Forêt este o comună în departamentul Nord, Franța. În 1 ianuarie 2022 avea o populație de 2.852 de locuitori.